# Parocneria insolita
Parocneria insolita är en fjärilsart som beskrevs av Brandt 1938. Parocneria insolita ingår i släktet Parocneria och familjen tofsspinnare. Inga underarter finns listade i Catalogue of Life.